# Blankenstein
Pour les articles homonymes, voir Blankenstein (homonymie).
Blankenstein est une ancienne commune allemande située en Thuringe, dans l'arrondissement de Saale-Orla.